# Cẩm cù
Cẩm cù (danh pháp hai phần: Hoya carnosa) là loài thực vật thuộc họ La bố ma (Apocynaceae). Loài này bản địa Đông Á và Australia.

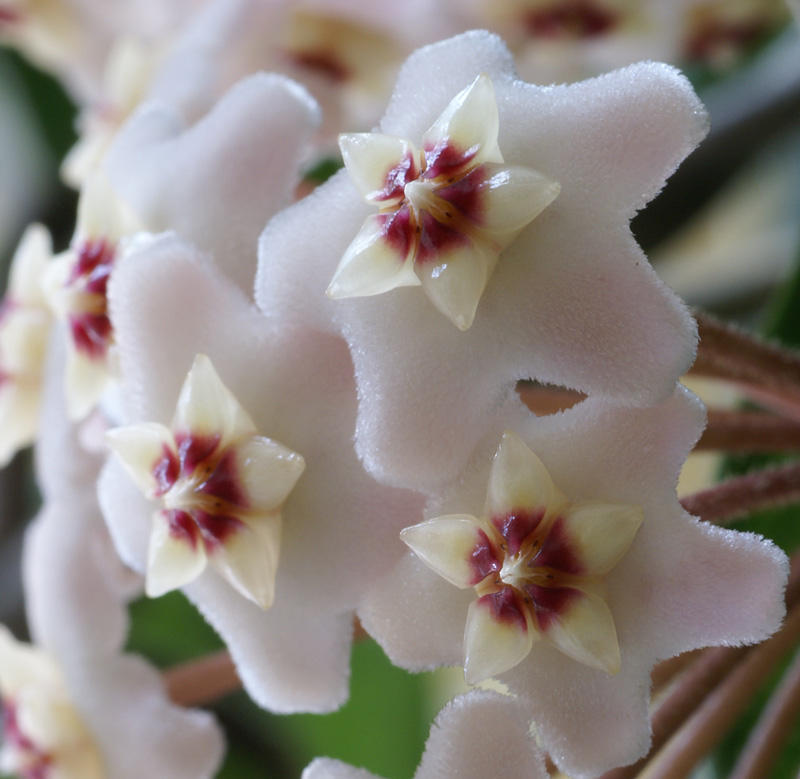
Hoa cẩm cù

## Hình ảnh

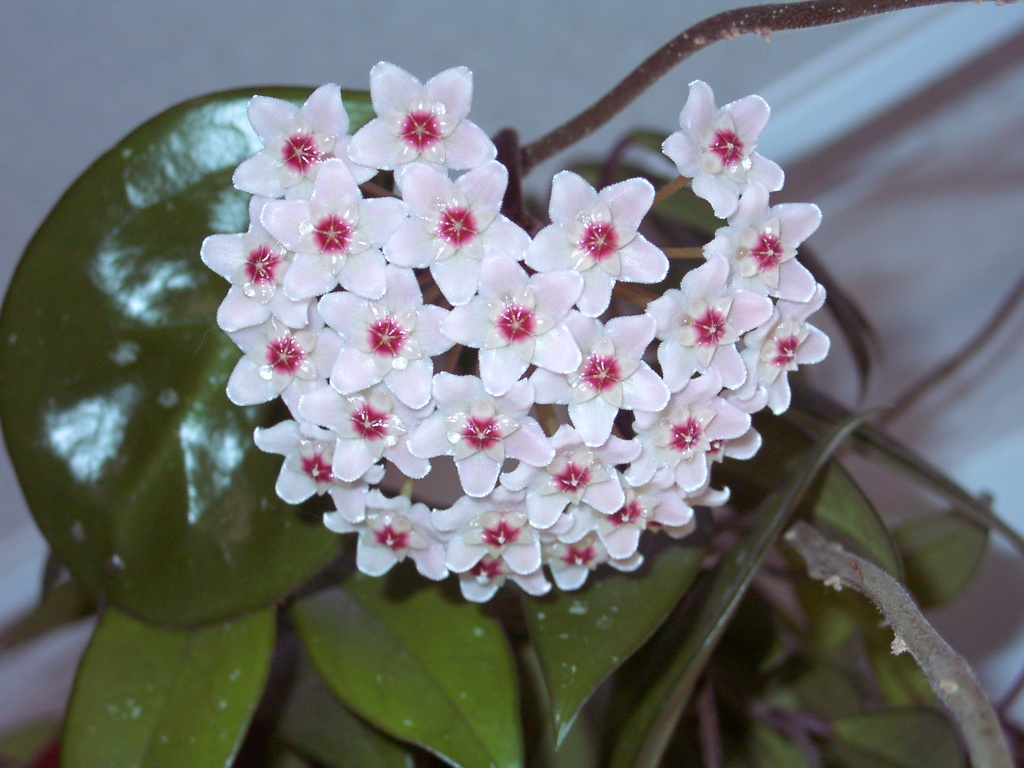
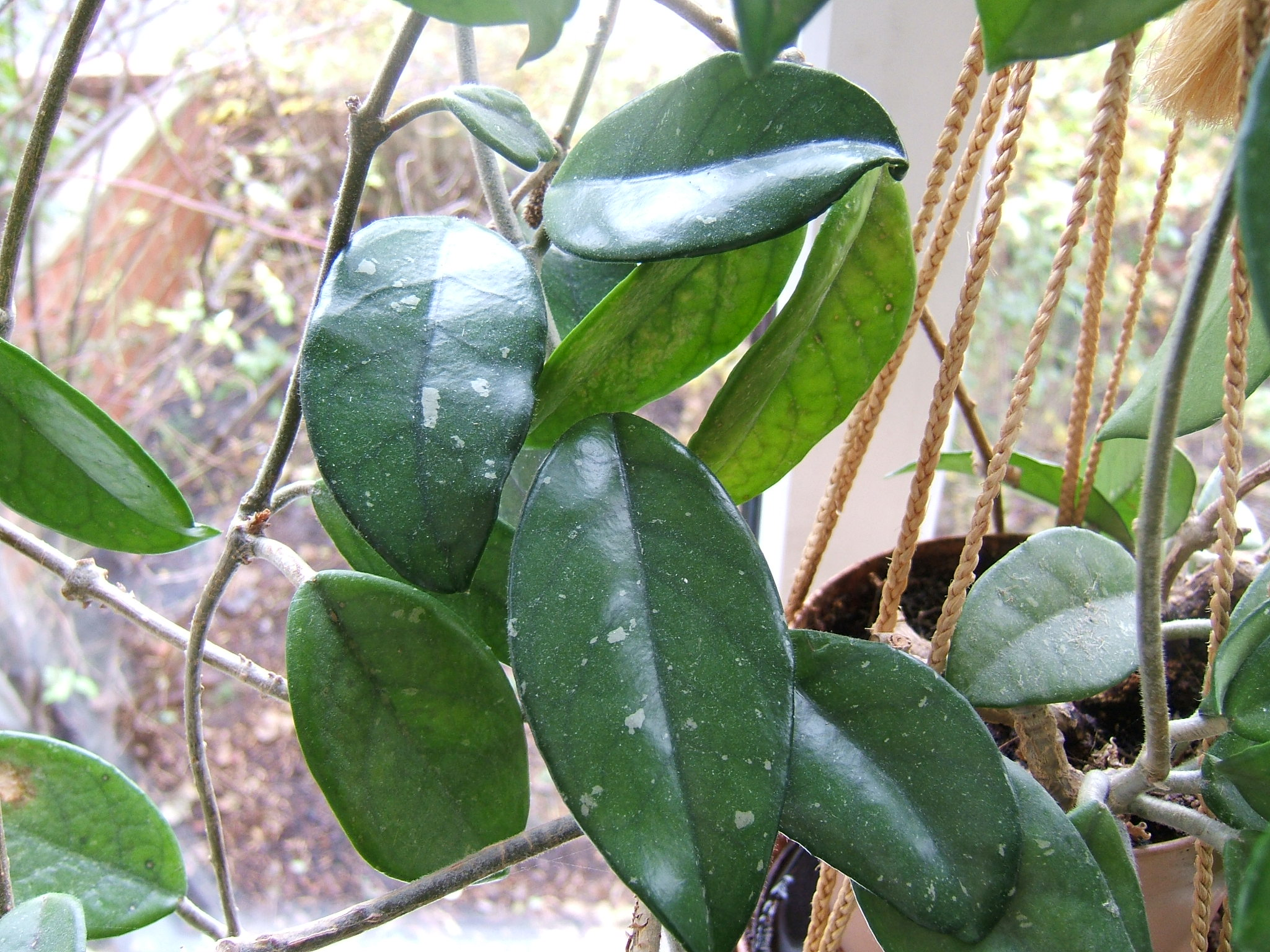
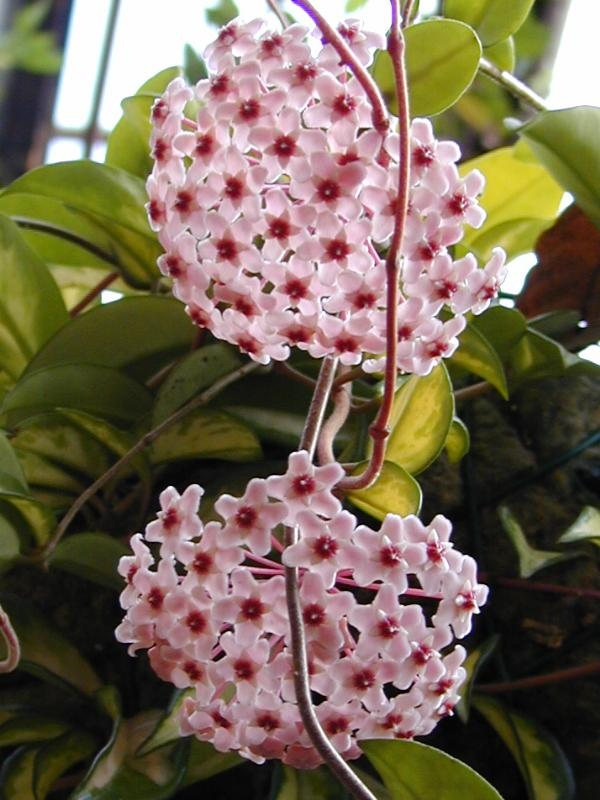
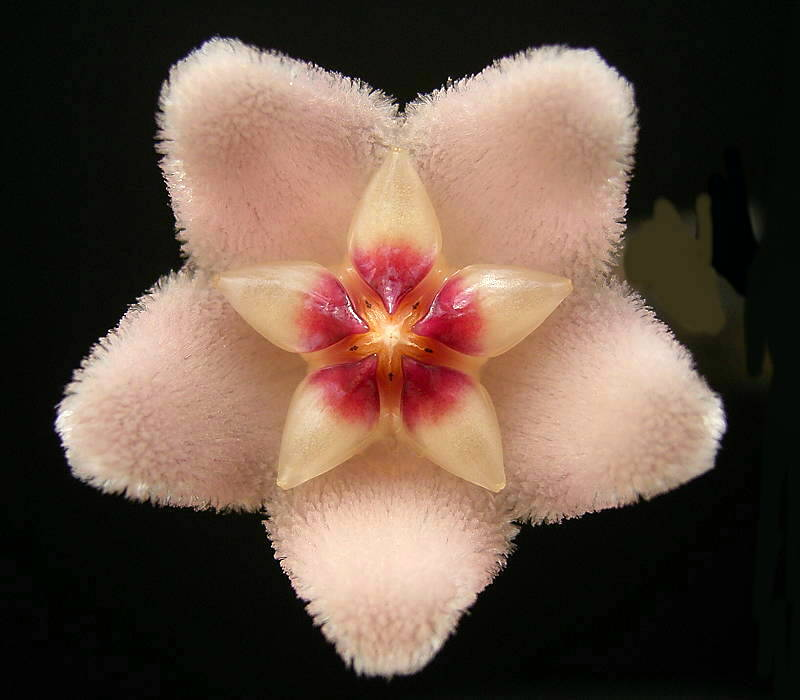